# Бряг
Брегът е ивицата на взаимодействие между сушата и воден басейн (океан, море, езеро, залив, река, язовир). Линията, където сушата се среща с водата, се нарича брегова линия. Макар че върху картите тя се изобразява недвусмислено, в действителност слабо се мени поради приливите и отливите. Близката зона от брега навътре в сушата се нарича крайбрежие. Главните фактори за формирането на бряг са вълните и техния прибоя, като най-ярко те се проявяват в крайбрежната зона на моретата и океаните.

## Образуване, развитие, основни фактори
Двата основни вида брегове са морски (океански) и речен. Дейността на факторите, образуващи морския бряг, се свеждат до абразията и преместването на наносите, формиращи различните брегови акумулативни форми. Ролята на сушата в процеса на взаимодействието с морето се заключава в това, че реките и другите екзогенни агенти доставят от сушата в бреговата зона разрушен наносен материал, от който тук се формират крайбрежните морски наноси, а геоложкия строеж и релефа на крайбрежната суша влияят на хода и направлението на развитието на морските брегове.
Развитието на морските брегове от акумулативен или абразионен тип се определя от степента на разхода на енергията на вълните над подводния брегови склон. Последното зависи от параметрите на вълните, наклона на подводния склон и баланса на наносите в морския бряг. Големите вълни са способни да произвеждат много по интензивна дейност, а големите дълбочини над подводния брегови склон и малкото количество наноси по склона обеспечават малкия разход на енергията на вълните при преминаването им над подводната част на морския бряг. Изброените условия способстват за наличието на абразионни процеси. Малките параметри на вълните, обилните наноси, отложени по подводния склон обезпечават значителния разход на енергия на вълните над подводния брегови склон и, съответно, преобладаването на акумулативни процеси.
Началото на формирането на съвременната брегова зона на моретата и океаните се отнася към времето, когато в резултат следледниковата трансгресия преди около 5500 – 6000 години, нивото на океана се е установило на коти близки до съвременните. В хода на тази трансгресия нивото на океана се е повишило приблизително с 90 – 100 m в сравнение неговото предишно положение. В резултат на това става заливане на крайбрежните части на равнините на континентите, а също и долните участъци от долините на реките. При тези условия са се се образували различни типове ингресионни брегове, които могат да се поделят на ледникови (фиордови, шхерни), ерозионни (риасови, лиманни), еолови (аралски тип бряг), структурно-денудационни (далматински тип) и др.
Съвкупността от абразионните и акумулативните процеси довежда до изравняване контура на ингресионните брегове. Носовете се разрушават от абразията, а заливите се запълват или отчленяват от брегови акумулативни форми. Интензивността на процеса на изравняване на бреговете определя също количеството наноси, постъпващи в пределите на морския бряг и степента на твърдост на скалите, изграждащи основния бряг. Там където бреговите склонове се изградени от здрави скали, процесите на изравняване се намират в зачатъчно състояние и такива брегове са се съхранили до наши дни в изходната си конфигурация и са обусловени от субаералния релеф. В зависимост от степента и характера на обработка на бряг от морските вълни се обособяват следните основни типове брегове: непроменени (или почти непроменени), абразионни, акумулативмни, абразионно-акумулативни.

## Други фактори за формиране на видовете морски брегове
Освен вълните и прибоя, във формирането на морските брегове участват и други фактори, като при тяхното преобладаване се създават особени типове брегове. В устията на големите реки се формират делтови брегове, по бреговете на тропическите морета рифообразуващите организми създават коралови брегове, а по бреговете на полярните морета под термичното въздействие на морската вода върху вечно замръзналата земна покривка – термоабразионни брегове. Специфични черти на морския бряг предават приливно-отливните и ветровите явления (брегове с приливно или ветрово осушаване) и крайбрежната растителност (фитогенни брегове – мангрови и тръстикови брегове). Във формирането и разпространението на типовете брегове се проявява и физикогеографската зоналност, като термоабразионните брегове са характерни за полярната зона, кораловите и мангровите – за тропическата и екваториалната и т.н. Съвременните тектонски движения също влияят за формирането на морските брегове. В тектонски потъващите райони по крайбрежието следледниковата трансгресия се разпростира далече навътре в сушата, отколкото в участъците с тектонски издигания. Като цяло, при еднакви условия, потъването на бреговете способства за тяхното разрушаване (абразия), а издигането – за процесите на акумулация. При дефицит на наноси, издигащите се участъци се подложени на силна абразия, а при излишък от наноси и потъване на бреговата зона се формират акумулативни брегове.

## Разчлененост на брега
Разчлененост се нарича степента, в която брегът се извива, образувайки характерните брегови форми – полуострови, заливи, острови. Колкото повече и по-ясно изразени (дълбоко вдадени) са те, толкова по-разчленен е брегът. От континентите най-слабо разчленена брегова линия има Африка, а също Южна Америка и Австралия. Европа и Северна Америка са с най-разчленен бряг.

## Изглед на брега
Конкретният вид на брега може да е много различен. Дълбоко в заливите, където морските течения са слаби, се натрупват пясъчни отложения и така се образуват плажове. Те са ниски, а водният басейн край тях е плитък. Приливите и отливите ясно се забелязват. Зоната, която остава суха при отлив, а е под вода при прилив, се нарича интертидална. Обратно, в издаващите се във водата части и особено на крайните точки на сушата (носовете), брегът е скалист, стръмен и падащ направо във водата. Такъв бряг се нарича клиф.

## Типове бряг
Във физическата география, според произхода и според посоката на бреговите форми се различават няколко типа бряг.

### Прав (неутрален) бряг
Брегът държи относително права линия, няма дълбоки брегови форми. Може да бъде както нисък, така и висок.

### Лагунен бряг
Вид нисък морски бряг, в който пясъчни коси затварят обширни плитки заливи, наречени лагуни. Образуването му се дължи на бавно колебателно движение, предимно потъване или на изобилните наноси от континентален произход, които не са отнесени от морските течения. Този тип равнинен бряг е особено много разпространен. В тази категория се включват крайбрежието на Адриатическо море от полуостров Истрия до делтата на река По, цялото източно крайбрежие на полуостров Индостан (около 1500 km дължина), по-голямата част на Мексиканския залив от град Веракрус до полуостров Флорида (около 2500 km), Гвинейското крайбрежие на Африка от Камерун до Либерия (около 1800 km). Най-характерните белези на този вид бряг са наличието на поредица от лагуни, разпределени на стотици километри разстояние и образувани вследствие обособяването на крайбрежен вал или насип, наречен пясъчна коса (в Адриатическо море – лидо). Обикновено брегът е покрит с дюни. Бреговите очертания са слабо усложнени само от малки триъгълни песъчливи издатини и носове, които нарастват от наносите на делтите на реките.

### Маршев бряг
Вид нисък морски бряг, който се образува като преходна форма от лагунния тип бряг вследствие забавяне на потъването на сушата или чрез намаляване натрупването на наноси поради по-интензивната абразия. Запълнените лагуни се превръщат в крайбрежни низини и се наричат марши, откъдето идва и името на този тип бряг. Те се заливат при силни приливи или пък при наводнения на прекосяващите ги реки. В Нидерландия запазването на тези марши от нахлуването на морето е осъществено чрез изграждането на високи диги. В тропическите обрасти буйната влаголюбива растителност покрива блатливите и плитки места и въпреки силните приливи и отливи допринася за закрепването на тинята. Характерни за тези места са мангровите гори.

### Лиманен бряг
Вид нисък морски бряг, възникнал при ингресия на морето или океана в обсега на слабо издигната равнинна местност, вследствие на което се заливат устията на речните долини. Бреговите очертания са много неправилни. Потопените речни долини представляват силно извити заливи, в които личат следите на ерозионната дейност. По отношение на тези белези лиманнният тип бряг генетично прилича на риасовия, но се отличава структурно. Лиманният бряг е нисък, придружен на места от плитчини, но има много удобни заливи за строеж на пристанища, докато риасовият е с планински характер, скалист и трудно достъпен. Промени в този тип бряг настъпват много бързо при относително затишие на колебателните движения. Пред входа на залива се образуват подводни пясъчни валове и надводни пясъчни коси с различна дължина в зависимост от притока на континенталните наноси, силата на крайбрежните течения и наличието на плитчини. Често пъти срещуположните пясъчни коси на даден залив се съединяват при бързото нарастване и затварят залива. По този начин се образуват лагуни, наричани по Черноморското крайбрежие лимани, откъдето произлиза името на този тип бряг. Най-характерните лимана са устията на реките Дон, Днепър, Южен Буг, Провадийска река у нас. Големи лимани има по крайбрежието на Балтийско море (Висленски залив, Куршски залив), по атлантическото крайбрежие на Северна Америка (Памлико, Чесапийк, Делауер, Хъдсън), устията на реките Гарона, Лоара, Темза. Последните представляват естуари поради силните прояви на приливите и отливите, които не благоприятстват образуването на пясъчни коси.

### Аралски бряг
Вид нисък морски бряг, важна особеност на който представлява неговата заблатеност и наличието на многобройни пясъчни острови. Това са някогашни дюни, които са потопени вследствие бавните негативни колебателни движения на сушата Този тип бряг е бил много характерен за бившето югоизточно крайбрежие на Аралско море (сега почти изчезнало), откъдето произлиза и името му. Такъв характер има източното крайбрежие на езерото Чад и южния бряг на езерото Балхаш.

### Шхеров бряг
Вид нисък морски бряг, образуван при потъване на равнинна местност, която е била подложена на въздействието на континентално заледяване. Многобройните ледникови форми, предимно скални гърбици, дръмлини, ози и моренни валове стърчат над морското равнище като разнообразни по вид и разположение малки острови (шхери) и полуострови. Между тях се очертават тесни, разклонени, често пъти недостъпни или пък опасни за корабоплаването канали, поради наличието на подводни скали. Този тип бряг е характерен и с бързите се изменения под дейността на абразията. Най-добре очертан шхеров бряг има финландското и шведското крайбрежие, между Хелзинки, Оландските острови и Стокхолм, поради сравнително късното оттегляне на континенталния ледник от тия места. Подобен бряг има заливът Кандалакша в северното Бяло море, част от брега на Ирландия и др.

### Далматински бряг
Вид висок морски бряг, носещ името си от крайбрежието на Далмация в Адриатическо море. Характеризира се с тесни, продълговати заливи и протоци, разположени между също така продълговати, успоредни на брега острови и полуострови. Тази особеност се дължи на структурните белези на областта. Динарската планинска система е младонагъната и нейните гънки се простират от северозапад на югоизток и са успоредни на крайбрежието. Затова далматинският бряг е конкордантен. Под действието на негативни колебателни движения част от предпланините на тази система, характерни с правилните си тектонски форми – антиклинали и синклинали, се заливат от водите на Адриатическо море. По този начин продълговатите гърбища на антиклиналите са преобразени в надлъжни острови и полуострови, а синклиналите – в тесни протоци, наречени канали и удължени заливи. Липсата на абразионна платформа и наличието на стръмни склонове до самата брегова линия доказват, че ингресията на Адриатическо море е съвсем неотдавнашна. Открити са даже исторически следи – потънали останки от селища от римско време. Далматинският тип бряг много рядко се среща по земното кълбо. Отчасти му приличат само бреговете на Южно Чили и на Британска Колумбия в Канада. По тия места обаче е действало и континенталното заледяване през плейстоцена, което е внесло известни различия в бреговия комплекс.

### Риасов бряг
Вид висок морски бряг, характеризиращ се с тесни, но къси клиновидни заливи (риа), оградени от стръмен скалист бряг. Този тип бряг е дискордантен. При ингресия морските води заливат пониженията по брега или речните устия между оградните стръмни и скалисти възвишения. Такъв брегови комплекс има областта Галисия в северозападната част на Пиренейския полуостров и оттам произлиза името му. Подобен е брегът на полуостров Бретан във Франция, югозападният бряг на остров Ирландия, брегът на остров Корсика, югоизточното крайбрежие на Китай, южния бряг на полуостров Корея и крайбрежието на Бразилия.

### Фиордов бряг
Вид висок морски бряг, характеризиращ се с тесни, дълбоки, силно врязани в сушата (до 200 – 250 km), извити и разклонени заливи. Образуван е вследствие активната дейност на континентални ледници. Някогашните дълбоки стръмносклонести и широкодънни ледникови долини – трогове, вследствие ингресия се заливат от морските води и се превръщат в заливи. По този начин глациалният релеф е превърнат в глациално-морски фиордов комплекс. Дъното на фиордите се отличава с неравномерната си дълбочина: до 1242 m в Согнефиорд, 1261 и 1270 m в два от южночилийските фиорди. Страничните долини на фиордите често пъти са висящи и по тях, както и по стръмните склонове, се спускат многобройни водопади. Брегът е придружен с групи от скалисти острови и островчета, като повечето от тях са някогашни заоблени скали от действието на ледниците – овчи гърбици. Особено типична за норвежкия фиордов бряг е широката абразионна платформа, наречена стрендфлет, която благоприятства изграждането на пристанища по непристъпните скалисти стръмни брегове. Фиордовият тип бряг е много разпростанен в областите с големи географски ширини: южните брегове на Чили, Огнена земя, западното крайбрежие на Северна Америка, бреговете на Гренландия, полуостров Лабрадор, архипелага Шпицберген, островите Исландия, Нюфаундленд, Бафинова земя, Южния остров на Нова Зеландия и др. Изчислено е, че всичките фиордови брегове имат обща дължина от 30 000 km, т.е. тя е по-дълга от цялото крайбрежие на Австралия.

### Други видове високи брегове
Други типове брегове с планински характер, но с по-малки и полукръгли заливи, които придават назъбен вид на брега се наричат кала. Този тип бряг е характерен за крайбрежието на Балеарските острови и остров Малта. Когато бреговата линия е праволинейна и разнообразена от редица къси, но широки заливи и носове, тя се нарича шерм. Този тип бряг е много характерен за източното крайбрежие на Червено море, т.е. западното крайбрежие на Арабския полуостров, откъдето произлиза и наименованието му. Подобен вид имат и някои части от алжирския бряг на Средиземно море.

## Други класификации на бреговете

### Съгласуван и несъгласуван бряг
Съгласуваният бряг (или още конкордантен) е този бряг, чиято посока на простиране съвпада с посоката на геоложките структури. Типичен пример – далматинският бряг. В обратния вариант имаме несъгласуван (дисконкордантен) бряг, при който бреговата линия върви напречно на геоложките структури (риасов и фиордов бряг).

### Игресионен и регресионен бряг
Ингресия се нарича заливането на потъваща суша от воден басейн. Ингресионните брегове са с ясно изразени и дълбоко врязани форми – фиордов, риасов, далматински, лиманен. Регресията е отдръпването на водата поради издигане на сушата. В този случай се оформят ниски брегова е неутрален тип.

## Речни брегове
Дейността на речните води се проявява във вид на ерозия на бреговете, от една страна и във вид на акумулация на наноси в определени участъци от друга. Характера на разрушаването и натрупването по бреговете на реките се определя от особеностите на морфологията и динамиката на речното корито (меандриране, разделяне на ръкави, преместване на прагове и бързеи и др.), неговия геоложки строеж и съвременните тектонски движения. В процеса на разрушаване на речните брегове голяма роля принадлежи на гравитацията (свлачища, срутища, сипеи). Основните видове речни брегове са: периодично заливани (заливни речни тераси) и незаливани (основни брегове, надзаливни речни тераси).